# Susanne Riess

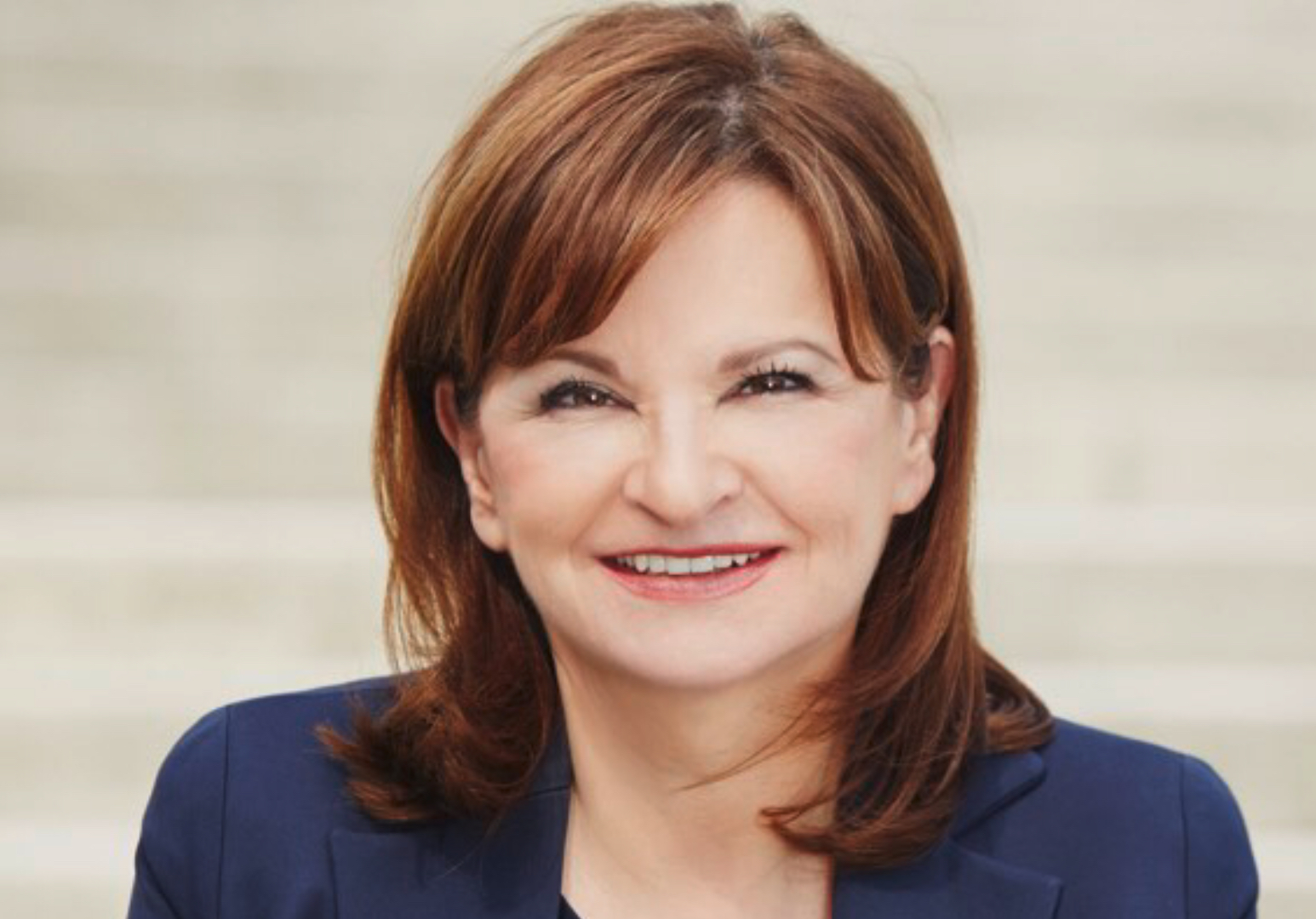
Susanne Riess (2019)

Susanne Riess-Hahn (von 1995 bis 2011 Riess-Passer, seit 2022 Riess-Hahn) (* 3. Jänner 1961 in Braunau am Inn als Susanne Riess) ist eine österreichische Managerin und ehemalige Politikerin der FPÖ. Sie ist Generaldirektorin der Wüstenrot-Gruppe und war von 2000 bis 2003 Vizekanzlerin und Bundesministerin für öffentliche Leistung und Sport der Republik Österreich.

## Leben
Sie besuchte 1967 bis 1971 die Volksschule Mattighofen, 1971 bis 1979 das Neusprachliche Gymnasium in Salzburg und absolvierte von 1979 bis 1984 das Studium der Rechtswissenschaften an der Universität Innsbruck (Dr. iur.).
Von Dezember 1991 bis November 1998 war sie vom Wiener Landtag entsandtes Mitglied des Bundesrates, von März bis Oktober 1999 Abgeordnete zum Tiroler Landtag und anschließend bis Februar 2000 Abgeordnete zum Nationalrat. Von Jänner 1995 bis April 1996 war sie außerdem Abgeordnete zum Europäischen Parlament.
Von 2000 bis 2003 war sie Vizekanzlerin in der Bundesregierung Schüssel I und somit die erste Frau in der Geschichte Österreichs in diesem Amt, sowie weiters Bundesministerin für öffentliche Leistung und Sport.
Im Zuge der Regierungsbildung 2000 wurde sie auch Bundesparteiobfrau der FPÖ und somit Nachfolgerin Jörg Haiders, nachdem sie zuvor schon ab 1996 geschäftsführende Bundesparteiobfrau gewesen war.
Nach einem schweren Zerwürfnis mit Haider (→ Knittelfelder Putsch) trat sie von sämtlichen Funktionen zurück. Bis zur erneuten Regierungsbildung blieb sie bis 2003 provisorisch Vizekanzlerin und schied anschließend aus der Politik aus. Am 25. März 2005 gab sie ihren Austritt aus der FPÖ bekannt.
Seit 2004 ist Susanne Riess Generaldirektorin der österreichischen Wüstenrot-Gruppe, Vorstandsmitglied des Verbandes österreichischer Banken und Bankiers und Verwaltungsratsmitglied der IHAG Privatbank Zürich und Mitglied des Aufsichtsrats der Wüstenrot Versicherungs-AG (seit 2009 als dessen Vorsitzende).
Von 2008 bis 2013 war sie im Aufsichtsrat der BAWAG-Holding tätig. Zusätzlich war Riess, unter anderen mit Alfred Gusenbauer, seit 2009 auch im Beirat der Signa Holding tätig. Kritik wurde an ihr laut, nachdem Signa bereits in Schieflage geraten war und sie Signa immer noch als eigenkapitalstarkes und somit sicheres Unternehmen dargestellt hatte.
Zwischen 2009 und 2015 war Riess stellvertretende Aufsichtsratsvorsitzende der Wüstenrot stavební spořitelna a.s., Tschechische Republik. Von 2012 bis 2023 war sie Aufsichtsratsmitglied der Wüstenrot Fundamenta-Lakáskassza Zrt. in Ungarn, und aktuell ist sie solches bei der Wüstenrot stambena štedionica d.d. in Kroatien (seit 2014 Aufsichtsratsvorsitzende). Zusätzlich ist sie seit 2014 Aufsichtsratsvorsitzende der Wüstenrot životno osiguranje d.d. in Kroatien, stellvertretende Aufsichtsratsvorsitzende der Wüstenrot stavebná sporitel'ňa, a.s. in der Slowakei und Aufsichtsratsmitglied der Wüstenrot poist'ovňa, a.s. in der Slowakei.
In der Zeit von Juni 2014 bis März 2015 war Riess Mitglied des Aufsichtsrates der Österreichischen Industrieholding AG (ÖIAG), und von 2015 bis 2020 war sie Mitglied des Aufsichtsrats der Verbund AG, seit Dezember 2016 kooptiertes Mitglied der Bundesspartenkonferenz Bank und Versicherung, seit Juli 2017 Aufsichtsratsmitglied der Signa Development Selection und Prime Selection, seit November 2017 Aufsichtsratsmitglied der Einlagensicherungsgesellschaft Austria GmbH und seit Mai 2018 Vizepräsidentin des Verbandes österreichischer Banken und Bankiers.
Im März 2020 wurde sie von Finanzminister Gernot Blümel dem Ministerrat als Mitglied des Generalrats der Oesterreichischen Nationalbank für die Dauer von fünf Jahren vorgeschlagen. Im Mai 2020 wurde sie zur Präsidentin der Österreichischen Sporthilfe gewählt. Zuvor hatte sie dieses Amt von 2000 bis 2003 inne. Seit 2021 ist Susanne Riess-Hahn im Kuratorium der Universität Salzburg vertreten.

### Privates
Von 1995 bis 2011 war sie mit dem Steuerberater und ehemaligen Vizebürgermeister Innsbrucks Michael Passer verheiratet.
Seit 2015 war sie mit dem ÖVP-Politiker und EU-Kommissar Johannes Hahn liiert, und am 5. August 2022 heirateten die beiden.

## Auszeichnungen
- 2002: Großkreuz des Verdienstordens der Italienischen Republik
- 2003: Großes Goldenes Ehrenzeichen am Bande für Verdienste um die Republik Österreich[24]